# NatWest Group
NatWest Group, ранее Royal Bank of Scotland Group plc — британская холдинговая компания, предоставляющая банковские и страховые услуги. Штаб-квартира расположена в Эдинбурге (Шотландия). Холдинг образовался в 1969 году в результате объединения Royal Bank of Scotland с National Commercial Bank of Scotland. Компания осуществляет эмиссию фунтов стерлингов в Шотландии и Северной Ирландии. В 2008—2009 годах, во время Мирового финансового кризиса, значительная часть акций RBS Group (до 84 %) была куплена Королевским казначейством Великобритании (HM Treasury), на начало 2021 года оно оставалось обладателем контрольного пакета акций (начало приватизации планируется в марте 2019 год).

## История
В 1969 году экономические условия для ведения банковской деятельности ухудшились, и Royal Bank of Scotland решил объединиться с National Commercial Bank of Scotland. Первоначальное название объединённого холдинга было National and Commercial Banking Group Ltd, однако через десять лет, в 1979 году он был переименован в Royal Bank of Scotland Group plc.

### National Commercial Bank of Scotland
National Commercial Bank of Scotland (Национальный коммерческий банк Шотландии) был шотландским коммерческим банком, образовавшимся в 1959 году в результате слияния National Bank of Scotland (основанного в 1825 году) и Commercial Bank of Scotland (основанного в 1810 году). На момент образования у него было 476 отделений в Шотландии и Англии, а размер активов составлял £300 млн. В 1966 году расширил деятельность за счёт приобретения 36 отделений в Англии и Уэльсе у National Bank Ltd.

### Royal Bank of Scotland
Royal Bank of Scotland был основан в 1727 году в Эдинбурге. Первое отделение вне Эдинбурга было открыто в 1783 году в Глазго. В первой половине XIX века отделения появились и в других городах Шотландии. В 1825 году Royal Bank of Scotland приобрёл дом лорда Дандеса (англ. Dundas House), ставший новой штаб-квартирой банка. Во второй половине банк расширялся за счёт поглощения других шотландских банков. К 1910 году у Royal Bank of Scotland было 158 отделений и около 900 сотрудников.
Первое отделение Royal Bank of Scotland в Лондоне было открыто в 1874 году. После Первой мировой войны RBS поглотил несколько английских банков: Drummonds Bank (в 1924 году), Williams Deacon’s Bank (в 1930 году), Glyn, Mills & Co. (в 1939 году). Первое зарубежное отделение было открыто в 1960 году в Нью-Йорке, за ним последовали отделения в Чикаго, Лос-Анджелесе, Хьюстоне и Гонконге.

### После объединения
В 1979 году попытку поглотить RBS предпринял Lloyds Bank, однако их предложение было отвергнуто советом директоров, в 1980 году предложение об объединении от Standard Chartered было одобрено правлением обоих финансовых групп, однако заблокировано антимонопольным комитетом Великобритании, так же как и предложение об объединении от The Hongkong and Shanghai Banking Corporation.
В 1988 году RBS Group приобрела Citizens Financial Group, американскую финансовую группу со штаб-квартирой в Род-Айленде, через который начала осваивать рынок США. После поглощения в 2004 году Charter One Bank, Citizens Financial Group стала 8-м крупнейшим банком США. В 1997 году совместно с оператором розничной торговли Tesco был основан Tesco Bank, в 2008 году RBS Group продала партнёру свою долю за £950 млн.
В 1999 году развернулась борьба между RBS Group и Bank of Scotland за возможность поглотить National Westminster Bank (этот банк был крупнее обоих шотландских банков, однако испытывал большие финансовые затруднения). В феврале 2000 года RBS Group победила в этой борьбе, что позволили ей стать второй крупнейшей банковской группой Великобритании после HSBC Holdings. В августе 2005 года RBS Group за £1,7 млрд приобрела 10 % акций Bank of China (пакет акций был продан в 2009 году). В сентябре того же года в пригороде Эдинбурга была открыта новая международная штаб-квартира группы.
В 2007 году RBS Group вошла в консорциум (вместе с бельгийским банком Fortis и испанским банком Groupo Santander), купившим голландский банк ABN AMRO. Доля RBS Group была £10 млрд из £49 млрд, заплаченных за ABN AMRO. Однако в следующем, 2008, году RBS Group понесла убытки в размере £24,1 млрд, крупнейшие в корпоративной истории Великобритании. £16,2 млрд из этих убытков были списанием активов, большинство из которых были связаны с ABN AMRO. Для стабилизации ситуации Британское правительство приобрело 58 % акций RBS Group за £20 млрд (из £36 млрд потраченных на рефинансирование банковской системы Великобритании), в том числе привилегированных акций на £5 млрд. Позже привилегированные акции были обменены на простые, но доля государства в группе дошла до 70 %. В 2009 году доля государства в RBS Group составила 84 %, всего в 2008—2009 годах акций RBS Group было куплено на сумму £45 млрд. Также было уволено около 20 тысяч сотрудников группы.
В октябре 2015 года была продана Citizens Financial Group; её продажа началась ещё в 2014 году путём первичного размещения акций. Таким же способом были проданы в 2012—14 годах страховые подразделения Direct Line и Churchill.
В сентябре 2016 года RBS Group была оштрафована администрацией национального кредитного союза США (англ. U.S. National Credit Union Administration) на $1,1 млрд за продажу «токсичных» ипотечных ценных бумаг кредитным союзам в преддверии финансового кризиса 2007—2008 годов.

## Руководство
- Ховард Джон Дейвис (Sir Howard Davies, род. 12 февраля 1951 года) — председатель правления RBS Group с 31 августа 2015 года; также независимый член совета директоров Prudential plc, Royal National Theatre, Paternoster Plc и Tate Gallery Foundation, Inc. Прежние места работы включают пост заместителя управляющего Банком Англии (1995—1997 год), председателя комиссии по надзору за финансовой деятельностью (1997—2003 год) и председателя правления Phoenix Group[18].
- Элисон Роуз (Alison Rose) — главный управляющий директор (CEO) с ноября 2019 года. В компании с 1993 года.
- Кэтрин Мюррей (Katie Murrey) — главный финансовый директор с 2019 года, в компании с 2015 года, до этого работала в южноафриканском банке Old Mutual и аудиторской фирме KPMG.
- Франк Данжар (Frank Dangeard) — независимый член совета директоров с 2016 года, до этого был в правлении ряда французских компаний, таких как Crédit Agricole, EDF, Home Credit, Orange, Sonaecom SGPS, Telenor ASA (председатель правления), Thomson S.A., France Telecom, SG Warburg France.
- Элисон Дэйвис (Alison Davis) — независимый член совета директоров с 2011 года.
- Мортен Фриис (Morten Friis) — независимый член совета директоров с 2014 года, до этого 34 года проработал в Royal Bank of Canada.
- Роберт Гиллеспи (Robert Gillespie ) — независимый член совета директоров с 2013 года; с 2010 по 2013 год был генеральным директором британского Совета по слияниям и поглощениям, до этого карьера проходила в основном в швейцарском банке UBS.
- Пенни Хьюз (Penny Hughes) — независимый член совета директоров с 2010 года; большая часть карьеры прошла в The Coca-Cola Company.
- Ясмин Джета (Yasmin Jetha) — независимый член совета директоров с 2017 года; её карьера в основном связана со СМИ и включала пост главного операционного директора Financial Times; также независимый директор Guardian Media Group plc.
- Брендан Нельсон (Brendan Nelson) — независимый член совета директоров с 2010 года; ранее работал в аудиторской компании KPMG; также член совета директоров BP plc.
- Шейла Ноукс (Baroness Noakes) — независимый член совета директоров с 2011 года; также работала в KPMG, кроме того с 2000 года член палаты лордов от Консервативной партии, включая пост теневого министра финансов с 2003 по 2010 год.
- Майк Роджерс (Mike Rogers) — независимый член совета директоров с 2016 года; ранее карьера проходила в Barclays.
- Марк Селигман (Mark Seligman) — независимый член совета директоров с 2017 года.
- Лина Уилсон (Lena Wilson) — независимый член совета директоров с 2018 года.
- Джэн Каргилл (Jan Cargill) — секретарь компании с 2019 года, в компании работает более 20 лет.

## Деятельность
Основным регионом деятельности группы является Великобритания, на которую в 2020 году пришлось 9,7 млрд из 10,8 млрд фунтов выручки, на остальную Европу 735 млн, на США — 181 млн. Также на Великобританию пришлось 705 млрд из 800 млрд фунтов активов, на остальную Европу — 67 млрд, на США — 25 млрд. Основным источником выручки является чистый процентный доход, 7,7 млрд из 10,8 млрд фунтов. Принятые депозиты на конец 2020 года составили 431,7 млрд фунтов, выданные кредиты — 367,5 млрд.
Основные подразделения:
- Retail Banking — розничные банковские услуги частным лицам и небольшим компаниям (с оборотом до £2 млн) в Великобритании; выручка в 2020 году составила 4,18 млрд фунтов, активы — 181,4 млрд фунтов.
- Банк Ольстера — розничные банковские услуги частным лицам и небольшим компаниям в Ирландии; выручка — 510 млн фунтов, активы — 26,4 млрд фунтов.
- Commercial Banking (коммерческий банкинг) — предоставляет услуги крупным компаниям; выручка — 3,96 млрд фунтов, активы — 163,1 млрд фунтов.
- Private Banking (частный банкинг) — предоставляет услуги частным клиентам; выручка — 763 млн фунтов, активы — 23,8 млрд фунтов.
- RBS International (RBSI) — отделения в офшорных зонах (острова Гернси и Джерси, остров Мэн, Гибралтар, с 2017 года также Лондон и Люксембург); выручка — 497 млн фунтов, активы — 31,7 млрд фунтов.
- NatWest Markets — предоставляет корпорациям доступ на мировые финансовые рынки; выручка — 1,12 млрд фунтов, активы — 37,9 млрд фунтов.

Услуги предоставляются под торговыми марками Royal Bank of Scotland, RBS International, NatWest, NatWest Markets, Ulster Bank, Coutts, Lombard, Adam & Company, Child & Co, Drummonds, Holt’s Military Banking, Isle of Man Bank.

## Финансовые показатели
| Год                 | 2001  | 2002  | 2003  | 2004  | 2005  | 2006  | 2007  | 2008   | 2009   | 2010   | 2011   | 2012   | 2013   | 2014   | 2015   | 2016   | 2017  | 2018  | 2019  | 2020   |
| ------------------- | ----- | ----- | ----- | ----- | ----- | ----- | ----- | ------ | ------ | ------ | ------ | ------ | ------ | ------ | ------ | ------ | ----- | ----- | ----- | ------ |
| Оборот              |       |       |       | 23,39 | 25,57 | 28,00 | 31,12 | 25,87  | 38,69  | 31,87  | 28,94  | 22,26  | 23,13  | 19,85  | 16,89  | 15,95  | 16,06 | 13,40 | 14,25 | 10,80  |
| Чистая прибыль      | 2,062 | 3,108 | 2,564 | 3,909 | 4,475 | 7,940 | 7,712 | -34,54 | -2,323 | -0,051 | -2,165 | -5,890 | -8,477 | -2,711 | -1,185 | -5,248 | 1,415 | 2,151 | 3,800 | -0,434 |
| Активы              | 386,7 | 430,6 | 488,0 | 631,1 | 700,4 | 871,4 | 1901  | 2402   | 1696   | 1454   | 1507   | 1312   | 1028   | 1051   | 815,4  | 798,7  | 738,1 | 694,2 | 723,0 | 799,5  |
| Собственный капитал | 29,09 | 28,18 | 31,67 | 36,19 | 40,23 | 45,49 | 91,43 | 80,50  | 94,63  | 76,85  | 76,05  | 70,45  | 59,22  | 60,19  | 54,15  | 49,40  | 49,09 | 45,74 | 43,55 | 43,86  |

## Акционеры
Рыночная капитализация (суммарная стоимость акций) на июль 2018 года составила 23,4 млрд фунтов стерлингов. Основные акционеры:
- HM Treasury (через UK Financial Investments Limited) — 62,4 %;
- Norges Bank Investment Management — 2,41 %;
- Artisan Partners LP — 2,37 %;
- Harris Associates LP — 1,95 %;
- Schroder Investment Management Ltd. — 1,46 %;
- The Vanguard Group, Inc. — 0,95 %;
- Legal & General Investment Management Ltd. — 0,76 %;
- Newton Investment Management Ltd. — 0,66 %;
- Jupiter Asset Management Ltd. — 0,65 %;
- Majedie Asset Management Ltd. — 0,63 %.

## Дочерние общества
Основные дочерние компании:
- The Royal Bank of Scotland plc (Эдинбург и Лондон, Великобритания)
- National Westminster Bank Plc (Лондон, Великобритания)
- Ulster Bank Limited (Белфаст, Северная Ирландия, Великобритания)
- Ulster Bank Ireland DAC (Дублин, Ирландия)
- RBS Holdings USA Inc. (Стэмфорд, Коннектикут, США)
- Coutts & Company (Лондон, Великобритания)
- The Royal Bank of Scotland International Limited (Джерси, Нормандские острова)

### Россия
ЗАО «Королевский Банк Шотландии» был зарегистрирован в Москве в конце 1993 года. До 2008 года носил название «АБН Амро Банк», являясь дочерней компанией нидерландской группы ABN AMRO. В начале 2007 года Royal Bank of Scotland Group в консорциуме с испанским Banco Santander и бельгийско-нидерландским банком Fortis купил банк ABN Amro за 72 млрд евро и объявил о выходе на российский рынок через «АБН Амро Банк». В июне 2008 года тот сменил название на «Королевский Банк Шотландии». 20 июня ЦБ РФ выдал банку новую лицензию в связи со сменой наименования.
В рэнкинге российских банков на 2015 год «Королевский Банк Шотландии» с активами-нетто в размере 22,7 млрд рублей занял 168-е место, по собственному капиталу — 116-е место (4,5 млрд рублей), по прибыли — 30-е место (2,3 млрд рублей). Офисы и филиалы находились в Москве, Санкт-Петербурге и в Южно-Сахалинске.
В конце 2015 года Royal Bank of Scotland Group и российский «Экспобанк» достигли соглашения о продаже последнему ЗАО «Королевский Банк Шотландии».

### Казахстан
В 1994 Акционерное общество Дочерний Банк «RBS (Kazakhstan)» получил лицензию на осуществление деятельности в Казахстане. В конце 2007 года RBS успешно завершил сделку по слиянию с ABN AMRO. 1 сентября 2010 года — АО «ДБ The Royal Bank of Scotland (Kazakhstan)» продал свою розничную структуру АО ДБ HSBC Kazakhstan. ABN AMRO NV как акционер принял решение о ликвидации «The Royal Bank of Scotland Securities (Kazakhstan)».